# Liste der Baudenkmäler in Erding

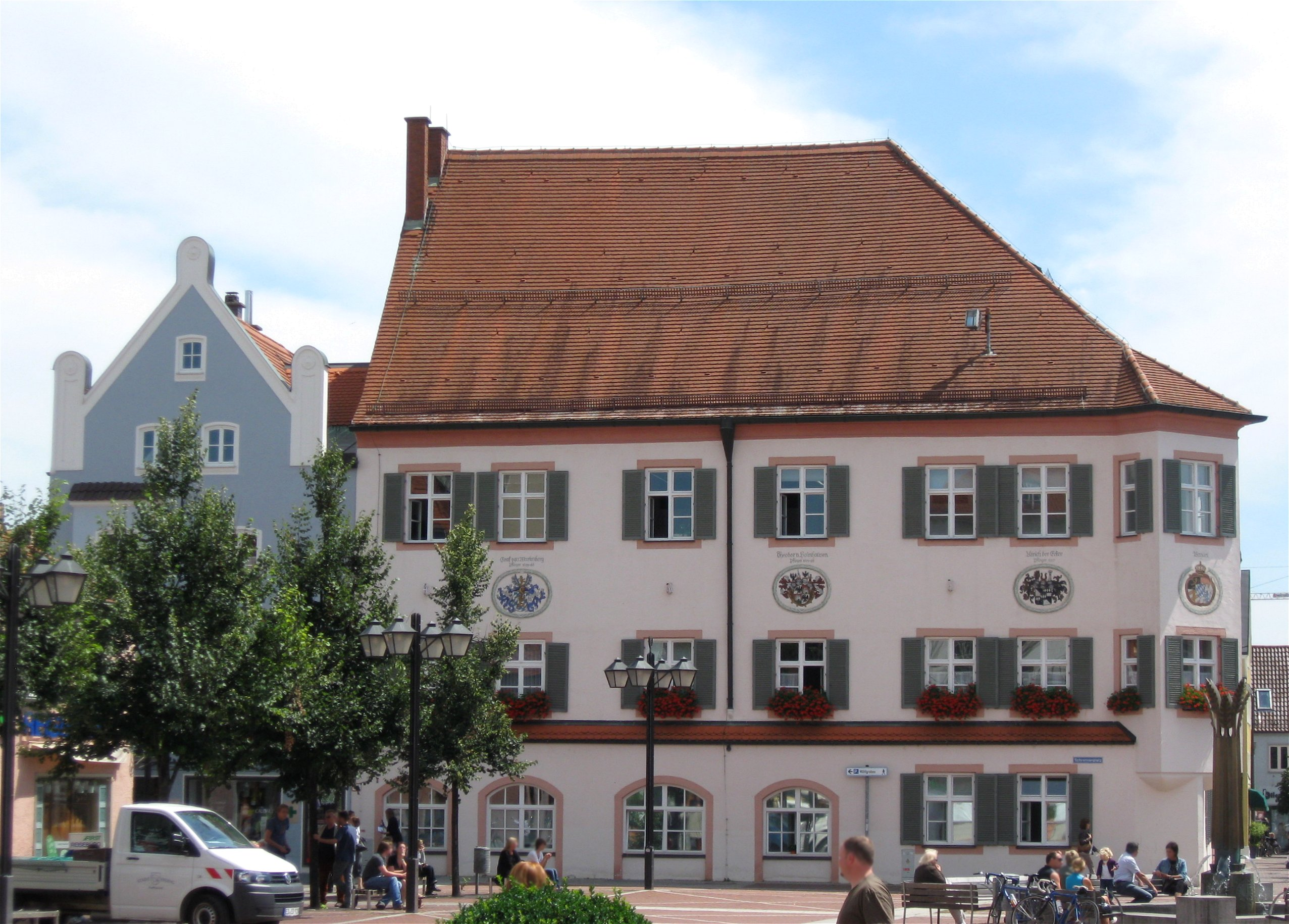
Rathaus in Erding

Auf dieser Seite sind die Baudenkmäler in der oberbayerischen Großen Kreisstadt Erding zusammengestellt. Diese Tabelle ist eine Teilliste der Liste der Baudenkmäler in Bayern. Grundlage ist die Bayerische Denkmalliste, die auf Basis des Bayerischen Denkmalschutzgesetzes vom 1. Oktober 1973 erstmals erstellt wurde und seither durch das Bayerische Landesamt für Denkmalpflege geführt wird. Die folgenden Angaben ersetzen nicht die rechtsverbindliche Auskunft der Denkmalschutzbehörde.

## Ensemble Altstadt Erding
Erding wurde als Neugründung im Bereich der alten bayrischen Siedlung Altenerding im zweiten Viertel des 13. Jahrhunderts an der das Hochstift Freising umgehenden Fernstraße Schongau-München-Landshut durch Herzog Otto I. von Bayern angelegt. Bewusst wurde die Stadt als herzoglicher Stützpunkt gegen das Hochstift geschaffen. Ihre birnenförmige Gestalt ergibt sich aus den beiden bogenförmigen Wasserläufen der Sempt im Osten und des künstlich vertieften Fehlbaches im Westen, welche die Längsseiten der Stadt umschließen und Erding fast den Wert einer Wasserfestung verliehen. Mauer, Graben und Wall, in Resten noch vorhanden, existieren bereits im Gründungsjahrhundert und wurden vom 15. bis zum 17. Jahrhundert weiter ausgebaut; der gegen Freising gerichteten Westseite der Stadt wurde in diesem Zusammenhang besondere Aufmerksamkeit gewidmet.

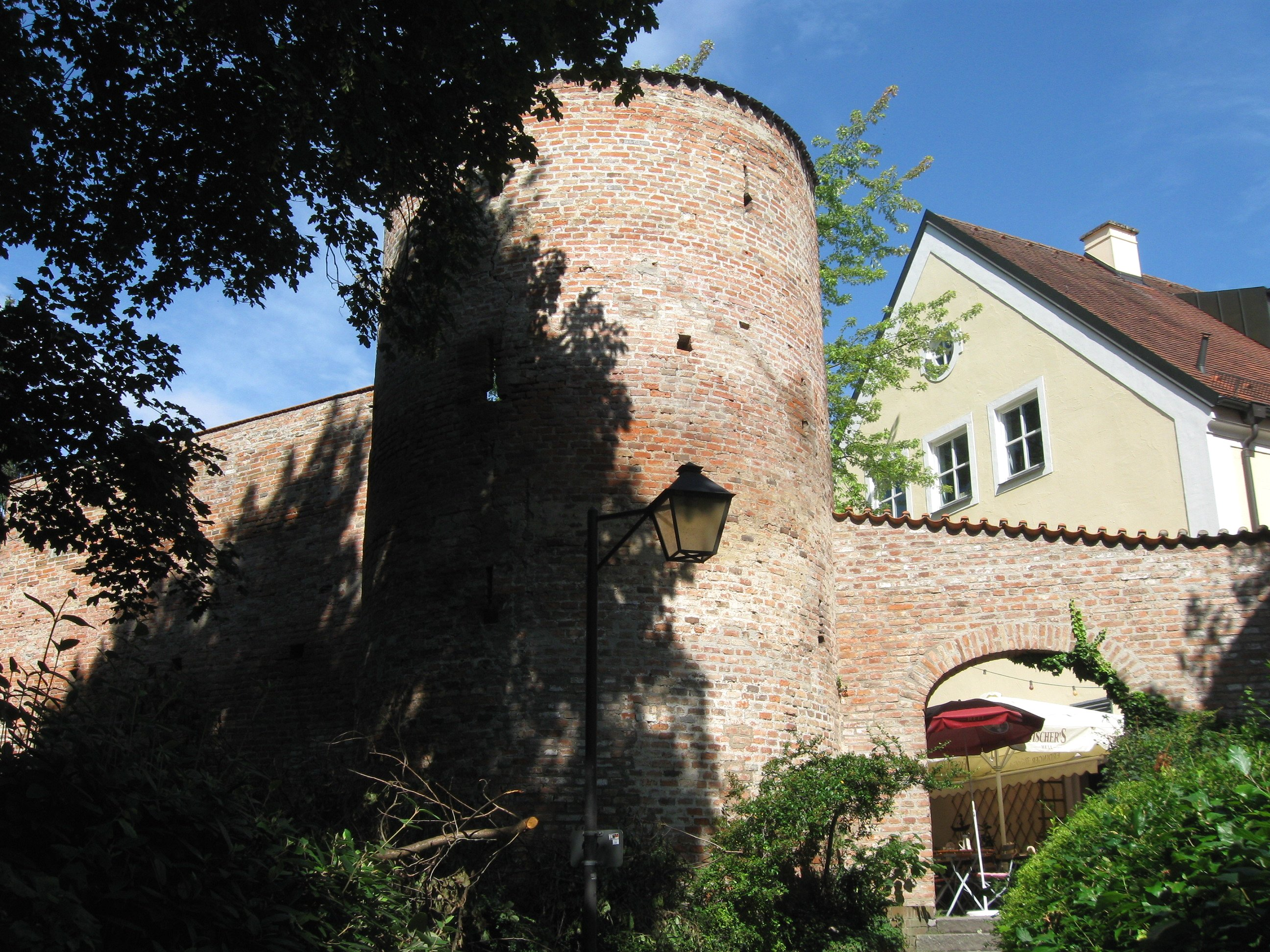
Ein Teil der Stadtbefestigung Erdings

Die innere Struktur des Stadtgrundrisses zeigt wesentliche Züge, die auch aus den weiteren wittelsbachischen Stadtneugründungen des 13. Jahrhunderts bekannt sind. Eine 400 m lange Nord-Süd-Achse, die Lange Zeile (zu der auch die Friedrich-Fischer-Straße gehört), durchläuft die gesamte Längsausdehnung der Stadt vom ehemaligen Freisinger zum ehemaligen Haager Tor. Sie ist als großzügiger Straßenmarkt ausgebildet, der sich zu den Enden hin verjüngt und durch das ehemalige, 1866 durch die Schrannenhalle ersetzte, freistehende Rathaus (seit 2025 ohne Nutzung) in zwei Abschnitte geteilt wird. 
Dieser Teilungspunkt auf der Höhe der größten, 280 m messenden Breitenausdehnung der Stadt, ist das Gelenk des gesamten Stadtorganismus; auf ihn trifft senkrecht die ostwestliche Querachse (Landshuter Straße), ebenfalls ein Straßenmarkt, der im Osten noch durch das Landshuter Tor abgeriegelt ist, sich vor dem ehemaligen Rathaus zum Schrannenplatz ausweitet, jedoch keine Verlängerung in die westliche Stadthälfte findet. Vielmehr liegt diese vierte, auffallend schmale westliche Halbachse südlich versetzt im kleinsten der vier Stadtviertel, doch unter dem Schutz der ehemaligen Herzogsburg.
Die Vielzahl und die Größe der Marktflächen in der Stadt belegen den über die anfängliche strategische Bedeutung Erdings später weit hinausgehenden Rang als Handelszentrum, speziell für Getreide und Vieh, in einem fruchtbaren Umland.
Die Pfarrkirche St. Johann, ein Hallenbau der 1. Hälfte des 15. Jahrhunderts, hält sich von den Marktachsen zurück, deckt ihre gegen den Stadtkern gerichteten Ostpartien durch das Rathaus (bzw. den Nachfolgerbau) ab, rückt aber andererseits ihren Turm, einen freistehenden Baukörper des 14. Jahrhunderts, als Stadt- und Wachtturm gegen die Stadtmitte. Die Bedeutung des ehemaligen Rathauses als Angelpunkt des Stadtgefüges wird dadurch noch akzentuiert. Eine zweite kleinere Kirche, die Frauenkirche des 14. Jahrhunderts, ordnet sich der Umbauung des Schrannenplatzes ein und ist als Marktkirche zu verstehen. Auch die Hl.-Geist-Kirche des 15. Jahrhunderts mit dem Spital am Landshuter Tor ordnet sich streng der südlichen Flucht der Querachse ein.

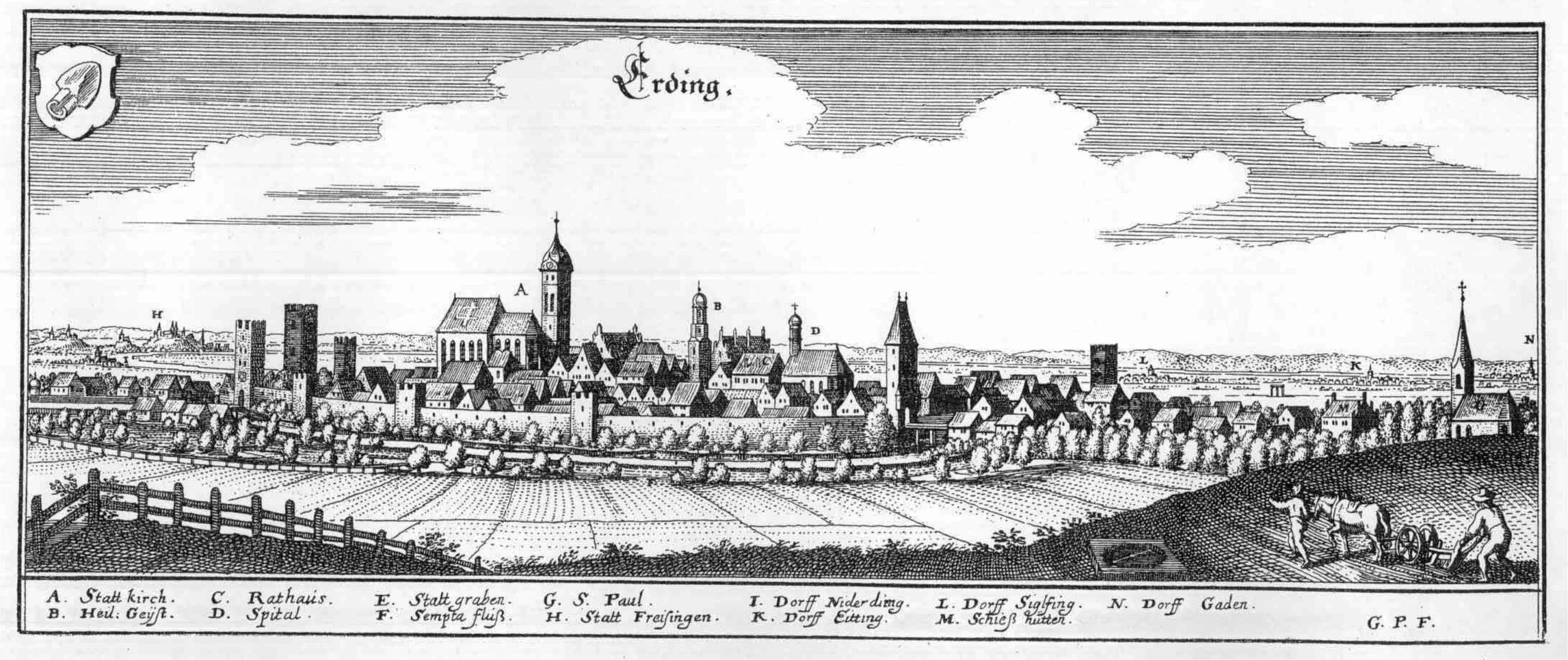
Alte Ansicht von Erding (Merian)

Von den Bürgerhäusern sind die älteren im großen Stadtbrand von 1648 vernichtet worden. Längs der historischen Marktstraße und Gassen überwiegen Wohnbauten des 18. Jahrhunderts, meist breitgelagerte zweigeschossige Giebelhäuser vom steileren Landshuter Typ wie auch vom Typ des Bürgerhauses der Inn-/Salzachstädte mit Vorschussmauer. Einige Adelspalais des 18. Jahrhunderts setzen innerhalb dieser bürgerlichen Bebauungen besondere Akzente (ehemaliges Palais Preysing, jetzt Rathaus, in der Landshuter Straße, ehemaliges Palais Widnmann in der Langen Zeile). In den Nebengassen ist die historische Bebauung hinsichtlich Höhe und Aufwand merklich zurückgestuft.
Von den historischen, sehr früh belegten Vorstädten ist die im 14. Jahrhundert angelegte, in ihrem Grundriss sehr prägnant erscheinende Neustadt (Haager Vorstadt) durch Fliegerangriffe 1945 und den folgenden Wiederaufbau so stark ihrem ehemaligen Charakter entfremdet, dass auf einen Einschluss in das Ensemble verzichtet wurde. In der Langen Zeile und in der Friedrich-Fischer-Straße sind in den letzten dreißig Jahren durch unmaßstäbliche Neubauten Störungen im Ensemble entstanden. Die Weite der Marktstraßen und die verhältnismäßig niedrige Bebauung mit altbairischen Bürgerbauten geben der Stadt bis in die Gegenwart das Gepräge einer Gründungsstadt und darüber hinaus einer altbairischen Landstadt.
Umgrenzung des Ensembles: Am Herzoggraben, von der Fußgängerbrücke an der Geheimrat-Irl-Straße dem Semptverlauf nach Norden folgend bis zur Brücke Friedhofsweg, Am Mühlgraben, Am Herzoggraben bis Grundstück Fl. Nr. 154, gegen den Verlauf des Fehlbachs nach Süden bis zur Fußgängerbrücke an der Kordonhausgasse.
Aktennummer: E-1-77-117-1

## Stadtbefestigung
| Lage                                | Objekt           | Beschreibung | Akten-Nr.               | Bild             |
| ----------------------------------- | ---------------- | --- | ----------------------- | ---------------- |
| (Standort)                          | Stadtbefestigung | erstmals erwähnt um 1250, erhaltene Reste wohl 15. Jahrhundert, ab 1789 sukzessive abgetragen; Rundturm mit Stadtmauerresten, wohl 15. Jahrhundert; Rest des ehem. Pfändner- und Stadtmauerturmes, sogenannter Schuldturm, mit angefügter Stadtmauer, wohl 15. Jahrhundert | D-1-77-117-171 Wikidata | Stadtbefestigung |
| Landshuter Straße 11, 18 (Standort) | Stadttor         | Landshuter Tor, sogenannter Schöner Turm; Backsteinbau des 15. Jahrhunderts mit Haubenkuppel von 1660/64 und angeschlossenem dreigeschossigem Torhaus des 17. Jahrhunderts.                                                                                                | D-1-77-117-34 Wikidata  | weitere Bilder   |

## Baudenkmäler nach Gemeindeteilen

### Erding
| Lage                                             | Objekt                                                      | Beschreibung | Akten-Nr.                | Bild                    |
| ------------------------------------------------ | ----------------------------------------------------------- | --- | ------------------------ | ----------------------- |
| Alois-Schießl-Platz 2 (Standort)                 | Ehemalige Kapelle                                           | Ehemalige Krankenhauskapelle im Haupttrakt des ehemaligen Krankenhauses, jetzt Teil des Landratsamtes, mit reichem Neurokoko-Stuckdekor, bezeichnet 1914, jetzt profaniert. | D-1-77-117-27 Wikidata   | Ehemalige Kapelle       |
| Am Mühlgraben 5 (Standort)                       | Wohnhaus                                                    | Wohnhaus zur Erdinger Kunstmühle, zweigeschossiger Satteldachbau mit Mezzanin und historisierender Fassadengestaltung, 1897. | D-1-77-117-3 Wikidata    | weitere Bilder          |
| Am Rätschenbach 12 (Standort)                    | Wohnhaus                                                    | Zweigeschossiger Massivbau mit Eckerker und weit vorspringendem Satteldach, 17. Jahrhundert. | D-1-77-117-7 Wikidata    | weitere Bilder          |
| Am Rätschenbach 14 (Standort)                    | Wohnhaus                                                    | Zweigeschossiger und giebelständiger Satteldachbau mit Erker und Traufzier, 18./19. Jahrhundert. | D-1-77-117-8 Wikidata    | weitere Bilder          |
| Am Rätschenbach 23 (Standort)                    | Wohnhaus                                                    | zweigeschossiger Satteldachbau in Ecklage, im Kern wohl 17./18. Jh. | D-1-77-117-113           | Wohnhaus                |
| Am Wasserturm (Standort)                         | Ehemaliger Wasserturm                                       | mit vorkragendem Obergeschoss, Zeltdach und Laterne, Eisenbetonbauweise, 1914. | D-1-77-117-101 Wikidata  | Ehemaliger Wasserturm   |
| Änger / Erdinger Straße (Standort)               | Feldkapelle                                                 | kleiner Satteldachbau mit kielbogigem Eingang, bezeichnet 1878. | D-1-77-117-100 Wikidata  | weitere Bilder          |
| Bräuhausgasse (Standort)                         | Kriegerdenkmal                                              | Kriegerdenkmal für den deutsch-französischen Krieg von 1870/71, errichtet 1910. | D-1-77-117-26 Wikidata   | Kriegerdenkmal          |
| Bräuhausgasse 3, Kleiner Platz 10 (Standort)     | Wohn- und Geschäftshaus                                     | Zweigeschossiger Satteldachbau mit geschwungenem Giebel, Eckerker und Flacherker, Westfassade 19./20. Jahrhundert. | D-1-77-117-11 Wikidata   | weitere Bilder          |
| Dorfener Straße 2 (Standort)                     | Villa                                                       | Gründerzeitvilla, zweigeschossiger kubischer Walmdachbau mit Mittelrisalit und reicher Fassadengliederung, Ende 19. Jahrhundert; Einfriedung schmiedeeisern, gleichzeitig. | D-1-77-117-13 Wikidata   | weitere Bilder          |
| Dorfener Straße 4 (Standort)                     | Villa                                                       | Gründerzeitvilla, zweigeschossiger kubischer Bau mit Walmdach, Mittelrisalit und reicher Fassadengliederung, erbaut 1895; Einfriedung schmiedeeisern, gleichzeitig. | D-1-77-117-14 Wikidata   | weitere Bilder          |
| Dorfener Straße 18 (Standort)                    | Villa                                                       | Zweigeschossiger Walmdachbau mit Erkern und Gauben, um 1905 nach Plänen von Johann Auer in Jugendstilformen errichtet; zugehörig Waschhaus mit Garage und Gartenmauer mit schmiedeeisernem Tor. | D-1-77-117-173 Wikidata  | weitere Bilder          |
| Dorfener Straße 20 (Standort)                    | Etagenvilla                                                 | zweigeschossiger Walmdachbau mit weitem Dachüberstand, geschweiftem Zwerchhaus und Eingangsvorbau, seitlich mit flachem Risalit, Obergeschoss mit Erkern, im barockisierenden Heimatstil, nach Plänen von Baumeister Johann Auer, 1909; zugehörig Torpfeiler mit schmiedeeisernem Zaun, gleichzeitig                                                                                       | D-1-77-117-181           | weitere Bilder          |
| Dr.-Henkel-Straße 6, 8 (Standort)                | Evang.-Luth. Christuskirche                                 | verputzter barockisierender Saalbau mit Satteldach, Dachreiter und Eingangsportal; mit Ausstattung; nach Osten baulich angeschlossenes Pfarrhaus, zweigeschossiger Satteldachbau über hohem Sockelgeschoss; nach Entwürfen des Erdinger Stadtbaumeisters Hugo Schmid, 1930/31 | D-1-77-117-168           | weitere Bilder          |
| Dr.-Henkel-Straße 7 (Standort)                   | Wohnhaus                                                    | Vorstadtvilla mit Nebengebäuden: Wohnhaus, zweigeschossiger Walmdachbau mit neubarocken Elementen und polygonalem Eckerker, bezeichnet 1914; Doppelgarage, Massivbau mit geschwungenem Walmdach, gleichzeitig; ehemaliges Gartenhaus mit Obstkeller, eingeschossiger Massivbau mit Walmdach und zwei Eingängen, nach 1916; Loggia, massiver Freisitz mit hölzernem Aufbau, wohl nach 1916. | D-1-77-117-169 Wikidata  | weitere Bilder          |
| Dr.-Ulrich-Weg 4 (Standort)                      | Kapelle                                                     | Mauerkapelle im Garten des ehemaligen Kapuzinerklosters (1697–1803), 1984 wiederhergerichtet und erneuert. | D-1-77-117-99 Wikidata   | Kapelle                 |
| Friedrich-Fischer-Straße 1 (Standort)            | Wohn- und Geschäftshaus                                     | Dreigeschossiger Eckbau mit Türmchen und Erkern, im Kern 16. Jahrhundert, um 1770 erneuert, durch Gebrüder Rank 1907/08 umgebaut und erweitert. | D-1-77-117-148 Wikidata  | weitere Bilder          |
| Friedrich-Fischer-Straße 6 (Standort)            | Gasthof zur Post                                            | großes zweigeschossiges Eckgebäude mit Walmdach und Putzgliederung, erbaut 1692, Fassadengestaltung mit Portal 1816. | D-1-77-117-17 Wikidata   | weitere Bilder          |
| Friedrich-Fischer-Straße 9 (Standort)            | Wohn- und Geschäftshaus                                     | Zweigeschossiger Massivbau mit Schopfwalmdach und Erker, 18. Jahrhundert. | D-1-77-117-19 Wikidata   | weitere Bilder          |
| Haager Straße 40 (Standort)                      | Kapelle des Armenhauses und Altenheims der Fischer-Stiftung | mit neubarocker Fassadengliederung und Dachreiter, durch Stadtbaumeister Kaspar Egger 1899–1901 errichtet; mit Ausstattung | D-1-77-117-180           | weitere Bilder          |
| Haager Straße 40 (Standort)                      | Lourdesgrotte                                               | kleine Tuffsteingrotte auf Sockel, von einquartierten Kriegsverletzten errichtet, bez. 1916 | D-1-77-117-180 zugehörig | weitere Bilder          |
| Keltereistraße 24 (Standort)                     | Ehem. Kelleranlage der Stiftungsbrauerei                    | ab 1958 Keltereikeller der Genossenschaft Erding, aus zwei parallelen Kellern bestehende und weit verzweigte Anlage mit hohem Tonnengewölbe aus Ziegelmauerwerk mit Einwurfschächten sowie Erschließung über eine Wendeltreppe zur darüber gelegenen, 1968 abgebrochenen Kelterei, 19. Jh.                                                                                                 | D-1-77-117-179           | BW                      |
| Kirchgasse 8 (Standort)                          | Katholische Pfarrkirche St. Johannes                        | dreischiffige ziegelsichtige Hallenkirche mit eingezogenem Chor auf mittelalterlichem Vorgängerbau, Chor und Turmunterbau um 1370, Langhaus Mitte 15. Jahrhundert, barockisiert 1668 bis 1690, Regotisierung 1880 bis 1882; mit Ausstattung. | D-1-77-117-22 Wikidata   | weitere Bilder          |
| Kleiner Platz 2 (Standort)                       | Wohn- und Geschäftshaus                                     | Ehemaliger Chor der profanierten Frauenkirche, Ende 14. Jahrhundert. | D-1-77-117-23 Wikidata   | weitere Bilder          |
| Kleiner Platz 4 (Standort)                       | Wohn- und Geschäftshaus                                     | Dreigeschossiger Satteldachbau mit Erker, im Kern 17. Jahrhundert. | D-1-77-117-24 Wikidata   | Wohn- und Geschäftshaus |
| Kleiner Platz 6 (Standort)                       | Wohn- und Geschäftshaus                                     | Zweigeschossiger Massivbau mit Flachsatteldach und Erker, im Kern 17. Jahrhundert. | D-1-77-117-25 Wikidata   | Wohn- und Geschäftshaus |
| Krankenhausstraße (Standort)                     | Nepomuk-Figur                                               | Brückenfigur St. Johann Nepomuk in einem Heiligenhäuschen, 18. Jahrhundert. | D-1-77-117-28 Wikidata   | Nepomuk-Figur           |
| Landshuter Straße (Standort)                     | Bildstock                                                   | Bildstock an der Brücke mit hl. Johann Nepomuk, neubarock, 19. Jahrhundert. | D-1-77-117-37 Wikidata   | Bildstock               |
| Landshuter Straße (Standort)                     | Brunnen                                                     | Brunnen mit Wasserbecken aus Tuffstein, bezeichnet 1932. | D-1-77-117-38 Wikidata   | Brunnen                 |
| Landshuter Straße 1, Schrannenplatz 4 (Standort) | Rathaus                                                     | Ehemalige Stadtresidenz der Grafen von Preysing, sogenannter Grafenstock, jetzt Rathaus, langgestreckter dreigeschossiger Walmdachbau mit Eckerker und prachtvollen Türbekrönungen, 17. Jahrhundert. | D-1-77-117-29 Wikidata   | weitere Bilder          |
| Landshuter Straße 3 (Standort)                   | Wohn- und Geschäftshaus                                     | Dreigeschossiger breitgelagerter Bau mit flachem Satteldach und Eckvoluten, Fassade 18. Jahrhundert. | D-1-77-117-30 Wikidata   | weitere Bilder          |
| Landshuter Straße 6 (Standort)                   | Wohn- und Geschäftshaus                                     | Ehemaliger Gasthof, zweigeschossiger Satteldachbau mit Flacherkern, im Kern 17. Jahrhundert. | D-1-77-117-32 Wikidata   | weitere Bilder          |
| Landshuter Straße 10 (Standort)                  | Spitalkirche Hl. Geist                                      | kleiner Saalbau mit Dachreiter, bezeichnet 1444, 1688 barockisiert; mit Ausstattung | D-1-77-117-33 Wikidata   | weitere Bilder          |
| Landshuter Straße 12 (Standort)                  | Ehemaliges Hl.-Geist-Spital                                 | dreigeschossiger Satteldachbau mit breiter Tordurchfahrt, Mitte 15. Jahrhundert, Fassade 17. Jahrhundert. | D-1-77-117-35 Wikidata   | weitere Bilder          |
| Landshuter Straße 15 (Standort)                  | Wohn- und Geschäftshaus                                     | Zweigeschossiger Satteldachbau mit neubarocker Fassade, Ende 19. Jahrhundert, im Inneren teilweise erneuert. | D-1-77-117-36 Wikidata   | weitere Bilder          |
| Landshuter Straße 31 (Standort)                  | Wohnhaus                                                    | Geburts- und Atelierhaus des Tiermalers Franz Xaver Stahl (1901–1977), zweigeschossiges biedermeierliches Vorstadthaus mit Satteldach, um 1840. | D-1-77-117-98 Wikidata   | weitere Bilder          |
| Lange Zeile 1 (Standort)                         | Gasthaus                                                    | giebelständiger zweigeschossiger Bau mit Steilsatteldach und zwei Erkern, 16./17. Jahrhundert. | D-1-77-117-39 Wikidata   | Gasthaus                |
| Lange Zeile 2 (Standort)                         | Wohn- und Geschäftshaus                                     | Zweigeschossiger Satteldachbau mit Traufzier, im Kern 17. Jahrhundert. | D-1-77-117-40 Wikidata   | Wohn- und Geschäftshaus |
| Lange Zeile 4 (Standort)                         | Stadtapotheke                                               | Dreigeschossiger Satteldachbau mit Mezzanin und Erker, historisierende Fassade Ende 19. Jahrhundert. | D-1-77-117-42 Wikidata   | weitere Bilder          |
| Lange Zeile 10 (Standort)                        | Palais Widnmann                                             | Ehemaliges Palais des Freiherrn von Widnmann, zweigeschossiger Walmdachbau mit Krangauben und klassizistischer Fassade von 1782. | D-1-77-117-43            | weitere Bilder          |
| Lange Zeile 15, 15 a (Standort)                  | Geschäftshaus                                               | Ehemaliges Gasthaus, zweigeschossig mit steilem Satteldach und Erker, 17. Jahrhundert. | D-1-77-117-46 Wikidata   | weitere Bilder          |
| Lange Zeile 19, 19 a (Standort)                  | Wohnhaus                                                    | Zweigeschossiger giebelständiger Satteldachbau mit Standerker, um 1700 (dendrologisch datiert 1694). | D-1-77-117-134 Wikidata  | Wohnhaus                |
| Lange Zeile 27 (Standort)                        | Hausfigur                                                   | Christus an der Geiselsäule, 17. Jahrhundert. | D-1-77-117-50 Wikidata   | BW                      |
| Lange Zeile 28 (Standort)                        | Hausfigur                                                   | Christus als Gärtner, um 1640. | D-1-77-117-51 Wikidata   | Hausfigur               |
| Münchener Straße 20 (Standort)                   | Ehemaliges Wohnhaus                                         | zweigeschossiges Wohnhaus mit hohem Giebel und Nischenfiguren, 1712, durch Brand 1938 teilzerstört. | D-1-77-117-53 Wikidata   | weitere Bilder          |
| Münchener Straße 27 (Standort)                   | Amtsgericht                                                 | Zweigeschossiger Putzbau mit neubarocker Fassadengliederung und Mansardwalmdach, wohl 1901; Einfriedung, schmiedeeiserner Zaun mit Tor, gleichzeitig. | D-1-77-117-163 Wikidata  | weitere Bilder          |
| Münchener Straße 31 (Standort)                   | Finanzamt                                                   | Stattlicher zweigeschossiger Bau mit Mansardwalmdach und reicher neoklassizistischer Gliederung, 1899. | D-1-77-117-54 Wikidata   | Finanzamt               |
| Prielmayerstraße 1 (Standort)                    | Museum Erding                                               | Ehemaliger Spitalhof und Kindergarten St. Antonius, zweigeschossiger Traufseitbau mit Satteldach, Wandmalereien und Hausmadonna, wohl 18. Jahrhundert. | D-1-77-117-56 Wikidata   | Museum Erding           |
| Roßmayrgasse (Standort)                          | Gartenpavillon                                              | zum ehemaligen Palais Widnmann gehörig, zweigeschossiger Massivbau mit Mansardwalmdach, wohl 1782, erneuert 1980; im Zuge von Stadtmauer und Stadtgraben liegend – siehe Stadtbefestigung. | D-1-77-117-58 Wikidata   | Gartenpavillon          |
| Roßmayrgasse 3 (Standort)                        | Hausfigur                                                   | Christusbüste, 18. Jahrhundert. | D-1-77-117-57 Wikidata   | Hausfigur               |
| Schrannenplatz 1, Kirchgasse 10 (Standort)       | Schrannenhalle                                              | Dreigeschossiger Walmdachbau mit hohem Arkadengeschoss und integriertem Glockenturm der Stadtpfarrkirche St. Johannes, Schrannenhalle neugotisch von 1866, Glockenturm 2. Hälfte 14. Jahrhundert. | D-1-77-117-59 Wikidata   | weitere Bilder          |
| Schrannenplatz 3 (Standort)                      | Ehemalige Frauenkirche                                      | ursprünglich dreischiffige Basilika mit Zwiebelturm, Ende 14. Jahrhundert, 1666 erneuert und im Jahr 1802 profaniert. | D-1-77-117-60 Wikidata   | weitere Bilder          |
| Schrannenplatz 5 (Standort)                      | Wohn- und Geschäftshaus                                     | Ehemaliges Gerichtsschreiberhaus, dreigeschossiger Satteldachbau mit Zwerchgiebel des frühen 18. Jahrhunderts, im Kern 16. Jahrhundert; rückwärtig angebaute ehemalige Hauskapelle über gewölbtem Erdgeschoss, von 1685. | D-1-77-117-61 Wikidata   | weitere Bilder          |
| Spiegelgasse 5 (Standort)                        | Ehemaliger Stadel                                           | zweigeschossiger und verputzter Ziegelbau mit Satteldach, 18. Jh., Teilung und Umbau zum Wohn- und Geschäftshaus mit östlichem Stall, spätes 19. Jh. | D-1-77-117-144           | Ehemaliger Stadel       |

### Altenerding
| Lage                      | Objekt                                         | Beschreibung | Akten-Nr.              | Bild           |
| ------------------------- | ---------------------------------------------- | --- | ---------------------- | -------------- |
| Hofmarkplatz (Standort)   | Mariensäule                                    | Mariensäule mit zwei flankierenden Laternen in neubarockem Stil, bezeichnet 1905. | D-1-77-117-68 Wikidata | Mariensäule    |
| Hofmarkplatz 1 (Standort) | Katholische Pfarrkirche St. Mariä Verkündigung | spätbarocker Saalbau mit eingezogenem dreiseitig geschlossenem Chor und Glockendachturm, Chor im Kern spätgotisch, Bau von Anton Kogler, 1721–24; mit Ausstattung. (Geschütztes Kulturgut) | D-1-77-117-66 Wikidata | weitere Bilder |

### Altham
| Lage                 | Objekt                                | Beschreibung | Akten-Nr.              | Bild                                  |
| -------------------- | ------------------------------------- | --- | ---------------------- | ------------------------------------- |
| In Altham (Standort) | Katholische Filialkirche St. Benedikt | Saalbau mit eingezogenem Chor und Spitzturm, Langhaus im Kern romanisch, sonst 17./18. Jahrhundert, Turm 1893; mit Ausstattung | D-1-77-117-69 Wikidata | Katholische Filialkirche St. Benedikt |

### Aufhausen
| Lage                      | Objekt            | Beschreibung | Akten-Nr.              | Bild           |
| ------------------------- | ----------------- | --- | ---------------------- | -------------- |
| Schloßallee 28 (Standort) | Schloss Aufhausen | dreigeschossiger kubischer Schlossbau mit Mansardwalmdach, im Kern Anfang 18. Jahrhundert, mit Ausstattung; Schlosskapelle St. Magdalena, mit Walmdach und Dachreiter, 1720, von Johann Baptist Lethner 1760 überarbeitet; Wirtschaftsgebäude, Vierseitanlage mit unterschiedlichen Geschosshöhen und Dachformen, Ende 19. Jahrhundert; Kegelbahn, bezeichnet 1897; mit Ausstattung. | D-1-77-117-70 Wikidata | weitere Bilder |

### Bergham
| Lage                      | Objekt     | Beschreibung | Akten-Nr.              | Bild           |
| ------------------------- | ---------- | --- | ---------------------- | -------------- |
| Schloßallee (Standort)    | Kapelle    | Kapelle im Lindenhain, rechteckiger Bau mit stark profilierten Gesimsen, klassizistischem Portal und Dachreiter, Mitte 19. Jahrhundert; mit Ausstattung | D-1-77-117-71 Wikidata | weitere Bilder |
| Schloßallee 10 (Standort) | Hirtenhaus | sogenanntes Herderhäusl, sehr bemerkenswertes Beispiel eines erdgeschossigen Blockbaus mit strohgedecktem Walmdach, Mitte 17. Jahrhundert, restauriert. | D-1-77-117-72 Wikidata | weitere Bilder |

### Eichenkofen
| Lage                            | Objekt                               | Beschreibung | Akten-Nr.              | Bild                                 |
| ------------------------------- | ------------------------------------ | --- | ---------------------- | ------------------------------------ |
| Geislinger Straße 12 (Standort) | Kapelle                              | Ehemalige Hof- und Votivkapelle, kleiner massiver Bau, bezeichnet 1895.                                                                                       | D-1-77-117-74 Wikidata | Kapelle                              |
| Kreuzstraße (Standort)          | Katholische Filialkirche St. Ägidius | Saalkirche mit rundem Chorabschluss, angefügter Sakristei und Zwiebelturm, Langhaus und Chor spätgotisch, Turm 13. Jahrhundert, barockisiert; mit Ausstattung | D-1-77-117-73 Wikidata | Katholische Filialkirche St. Ägidius |

### Heilig Blut
| Lage                     | Objekt                                | Beschreibung | Akten-Nr.               | Bild                        |
| ------------------------ | ------------------------------------- | --- | ----------------------- | --------------------------- |
| Heilig Blut 1 (Standort) | Ehemaliges Schloss Hl. Blut           | jetzt Schule, langgestreckter zweigeschossiger Walmdachbau, 18. Jahrhundert. | D-1-77-117-166 Wikidata | Ehemaliges Schloss Hl. Blut |
| Heilig Blut 3 (Standort) | Katholische Wallfahrtskirche Hl. Blut | Saalbau mit eingezogenem Chor und angefügter Sakristei, kleiner Dachreiter mit Zwiebelhaube, im Kern spätgotisch, von Hans Kogler 1675 weitestgehend umgebaut; mit Ausstattung; Brunnenkapelle, oktogonaler Bau mit ausgeprägter Pilastergliederung und Zeltdach, von Hans Kogler, 1701; mit Ausstattung. (Geschütztes Kulturgut) | D-1-77-117-75 Wikidata  | weitere Bilder              |

### Indorf
| Lage                            | Objekt                              | Beschreibung | Akten-Nr.              | Bild           |
| ------------------------------- | ----------------------------------- | --- | ---------------------- | -------------- |
| St.-Martin-Straße (Standort)    | Tuffsäule                           | Pestsäule, Tuffsäule in gotischen Formen, errichtet 1681–98.                                                         | D-1-77-117-77 Wikidata | Tuffsäule      |
| St.-Martin-Straße 15 (Standort) | Katholische Filialkirche St. Martin | Saalbau mit nicht eingezogenem dreiseitigem Chor und Spindelhelm, von Anton Kogler, bezeichnet 1708; mit Ausstattung | D-1-77-117-76 Wikidata | weitere Bilder |

### Itzling
| Lage                  | Objekt                             | Beschreibung                                                                                    | Akten-Nr.              | Bild           |
| --------------------- | ---------------------------------- | ----------------------------------------------------------------------------------------------- | ---------------------- | -------------- |
| In Itzling (Standort) | Katholische Filialkirche St. Vitus | Saalbau mit stark eingezogenem Chor und Spindelturm, von Anton Kogler, ab 1713; mit Ausstattung | D-1-77-117-78 Wikidata | weitere Bilder |
| Itzling 37 (Standort) | Hofkapelle                         | kleiner massiver Bau in neugotischen Formen, bezeichnet 1898; mit Ausstattung                   | D-1-77-117-79 Wikidata | Hofkapelle     |

### Klettham
| Lage                          | Objekt                                       | Beschreibung | Akten-Nr.               | Bild           |
| ----------------------------- | -------------------------------------------- | --- | ----------------------- | -------------- |
| Friedrichstraße 11 (Standort) | Evangelisch-lutherische Erlöserkirche        | von Sichtziegelmauer zusammengefasste längsrechteckige Anlage aus Pfarrkirche und Gemeindezentrum mit Innenhof und Vorhof, 1962/63 von Hans-Busso von Busse unter Mitarbeit von Roland Büch; Pfarrkirche als dreischiffiger Raum mit nach oben spitzbogig zusammenlaufender Holzbinderkonstruktion und geschwungenem Satteldach; Vorhof mit Glockenturm in Stahlkonstruktion; mit Ausstattung | D-1-77-117-164 Wikidata | weitere Bilder |
| Vinzenzstraße 1, 3 (Standort) | Katholische Pfarrkirche St. Vinzenz von Paul | Betonrasterbau mit Ziegelausfachungen, flachem Satteldach und Lichtband, seitliche Anbauten mit Flachdach, mit freistehendem, skulpturalem Betoncampanile, von Josef Rampl, 1964–66; mit Ausstattung | D-1-77-117-165          | weitere Bilder |

### Langengeisling
| Lage                                                       | Objekt                                                      | Beschreibung | Akten-Nr.               | Bild           |
| ---------------------------------------------------------- | ----------------------------------------------------------- | --- | ----------------------- | -------------- |
| Alte Römerstraße (bei der Pfarrer-Kerer-Straße) (Standort) | Gedenksäule mit Laterne für Pfarrer Brunninger (gest. 1816) | aus Kalkstein, bez. 1916 | D-1-77-117-161 Wikidata | weitere Bilder |
| Alte Römerstraße 141 (Standort)                            | Gutshaus                                                    | Gutshaus des Dreiseithofes, zweigeschossiger Bau mit Schopfwalm, Stuckreliefs und seitlichem Bodenerker, um 1925. | D-1-77-117-83 Wikidata  | weitere Bilder |
| Alte Römerstraße 167 (Standort)                            | Katholische Pfarrkirche St. Martin                          | Saalbau mit eingezogenem Chor und Spindelhelmturm, im Kern spätgotisch, Langhaus von Hans Kogler 1667, Turmneubau 1710; mit Ausstattung; Seelenkapelle im Friedhof und Friedhofsmauer, von 1650, erneuert 1791; Lourdesgrotte, Ende 19. Jahrhundert. | D-1-77-117-80 Wikidata  | weitere Bilder |
| Lindenstraße (Standort)                                    | Katholische Filialkirche St. Johannes der Täufer            | kleiner Saalbau mit eingezogenem Chor und Zwiebelturm, im Kern spätgotisch, Langhaus und Westturm Ende 17. Jahrhundert barockisiert; mit Ausstattung                                                                                                 | D-1-77-117-81 Wikidata  | weitere Bilder |
| St.-Sebastian-Straße (Standort)                            | Bildstock                                                   | Bildstock mit barocker Sebastiansfigur, in neugotischer Form, um 1860/70. | D-1-77-117-85 Wikidata  | Bildstock      |

### Pretzen
| Lage                            | Objekt                             | Beschreibung | Akten-Nr.              | Bild           |
| ------------------------------- | ---------------------------------- | --- | ---------------------- | -------------- |
| Am Hochrainacker (Standort)     | Wegkapelle                         | kleiner Bau mit dreiseitigem Chorabschluss und Dachreiter, 1866; mit Ausstattung                                                 | D-1-77-117-87 Wikidata | weitere Bilder |
| Singldinger Straße 4 (Standort) | Katholische Filialkirche St. Georg | zentralisierende Dreikonchenanlage mit Dachreiter und Zwiebelhaube im spätbarocken Stil, von Anton Kogler, 1710; mit Ausstattung | D-1-77-117-86 Wikidata | weitere Bilder |

### Sankt Paul
| Lage                     | Objekt                   | Beschreibung | Akten-Nr.              | Bild                 |
| ------------------------ | ------------------------ | --- | ---------------------- | -------------------- |
| Sankt Paul 4 (Standort)  | Friedhofskirche St. Paul | barocker Saalbau mit eingezogenem halbrundem Chor, von Hans Kogler, 1699; mit Ausstattung                                                                                    | D-1-77-117-89 Wikidata | weitere Bilder       |
| Sankt Paul 5 (Standort)  | Städtischer Friedhof     | Leichenhaus, klassizistisch mit Walmdach und Portikus, 1827; Friedhofsmauer mit Gruftarkaden, Grabkapellen und einzelnen Grabdenkmälern des 19. und frühen 20. Jahrhunderts. | D-1-77-117-89 Wikidata | Städtischer Friedhof |
| Sankt Paul 10 (Standort) | Relief                   | Kleines Tonrelief über der Haustür, wohl 18. Jahrhundert | D-1-77-117-92          | Relief               |

### Siglfing
| Lage                     | Objekt  | Beschreibung                                                           | Akten-Nr.              | Bild    |
| ------------------------ | ------- | ---------------------------------------------------------------------- | ---------------------- | ------- |
| Dorfstraße 42 (Standort) | Kapelle | Kleiner Saalbau mit dreiseitig schließendem Chor und Dachreiter, 1900. | D-1-77-117-93 Wikidata | Kapelle |

### Singlding
| Lage                    | Objekt    | Beschreibung | Akten-Nr.              | Bild      |
| ----------------------- | --------- | --- | ---------------------- | --------- |
| In Singlding (Standort) | Bildstock | Denkmal in Form eines Bildstocks zur Erinnerung an die 1806 abgebrochene Kirche St. Willibald und Walburga, bezeichnet 1851: Hier stand einst eine Kirche des hl. Wilibaldus, welche 1801 abgebrochen wurde. Auch der Singeldinger Markt 1455 den Bürgern von Erding verliehen, wurde 1817 in die Stadt verlegt. | D-1-77-117-96 Wikidata | Bildstock |

### Werndlfing
| Lage                     | Objekt  | Beschreibung                                                                        | Akten-Nr.              | Bild    |
| ------------------------ | ------- | ----------------------------------------------------------------------------------- | ---------------------- | ------- |
| Werndlfing 40 (Standort) | Kapelle | Hofkapelle zu Ehren Mariens, massiver Bau mit Schopfwalmdach, 1914; mit Ausstattung | D-1-77-117-97 Wikidata | Kapelle |

## Ehemalige Baudenkmäler
In diesem Abschnitt sind Objekte aufgeführt, die früher einmal in der Denkmalliste eingetragen waren, jetzt aber nicht mehr. Objekte, die in anderem Zusammenhang also z. B. als Teil eines Baudenkmals weiter eingetragen sind, sollen hier nicht aufgeführt werden. Aktennummern in diesem Abschnitt sind ehemalige, jetzt nicht mehr gültige Aktennummern.

| Lage                                                   | Objekt                  | Beschreibung | Akten-Nr.              | Bild                    |
| ------------------------------------------------------ | ----------------------- | --- | ---------------------- | ----------------------- |
| Erding Am Herzoggraben (Standort)                      | Stadtgraben             | Stadtgraben, Wall mit alter Bepflanzung, Fehlbachgraben (Teile der Stadtbefestigung), 13. Jahrhundert.                                                    | D-1-77-117-1 Wikidata  | BW                      |
| Erding Am Rätschenbach 6 (Standort)                    | Wohnhaus                | mit Walmdach und Putzgliederung, um 1840. | D-1-77-117-5 Wikidata  | Wohnhaus                |
| Erding Freisinger Straße 21 (Standort)                 | Wohnhaus                | Ehemalige Herberge, Nordgiebel Obergeschossblockbau mit Außentreppe und Schrot, 18. Jahrhundert.                                                          | D-1-77-117-16 Wikidata | Wohnhaus                |
| Erding Friedrich-Fischer-Straße 8 (Standort)           | Wohnhaus                | Ehemaliges Wohnhaus des Stadttürmers, später Postexpedition, kleiner zweigeschossiger Traufseitbau mit Erker, im Kern Anfang 17. Jahrhundert.             | D-1-77-117-18 Wikidata | Wohnhaus                |
| Erding Friedrich-Fischer-Straße 10 (Standort)          | Wohn- und Geschäftshaus | Zweigeschossiger Eckbau mit Erker, mit Christusfigur; im Kern wohl noch 17. Jahrhundert, im 20. Jahrhundert aufgestockt und erneuert.                     | D-1-77-117-20 Wikidata | Wohn- und Geschäftshaus |
| Erding Lange Zeile 3 (Standort)                        | Wohn- und Geschäftshaus | Dreigeschossiger Traufseitbau mit Mezzanin und Erker, um 1890–1900 zusammen mit Nr. 4 errichtet, 1953 und später umgebaut.                                | D-1-77-117-41 Wikidata | weitere Bilder          |
| Erding Lange Zeile 14 (Standort)                       | Gasthaus und Hotel      | Zweigeschossiges Giebelhaus mit Satteldach und Erker, im Kern 17./18. Jahrhundert.                                                                        | D-1-77-117-45 Wikidata | Gasthaus und Hotel      |
| Erding Lange Zeile 18 (Standort)                       | Wohn- und Geschäftshaus | Zweigeschossiger breitgelagerter Bau mit flachem Satteldach, 17. Jahrhundert.                                                                             | D-1-77-117-47 Wikidata | Wohn- und Geschäftshaus |
| Erding Lange Zeile 20 (Standort)                       | Wohn- und Geschäftshaus | Zweigeschossiger Satteldachbau mit Erker, 17./18. Jahrhundert.                                                                                            | D-1-77-117-48 Wikidata | Wohn- und Geschäftshaus |
| Erding Lange Zeile 23 (Standort)                       | Wohn- und Geschäftshaus | Dreigeschossiger Satteldachbau mit Fassade des 19. Jahrhunderts.                                                                                          | D-1-77-117-49 Wikidata | Wohn- und Geschäftshaus |
| Erding Spiegelgasse 8 (Standort)                       | Hausmadonna             | 18. Jahrhundert (am 9. September 2017 nicht vorhanden) | D-1-77-117-62 Wikidata | Hausmadonna             |
| Erding Zollnerstraße 1 (Standort)                      | Haustür                 | Biedermeierhaustür, um 1840/50. | D-1-77-117-63 Wikidata | Haustür                 |
| Erding Zollnerstraße 6 (Standort)                      | Wohn- und Geschäftshaus | Dreigeschossiger Eckbau mit Vorschussmauer und zwei Erkern, im Kern 17./18. Jahrhundert.                                                                  | D-1-77-117-64 Wikidata | Wohn- und Geschäftshaus |
| Langengeisling Pfarrer-Kerer-Straße 4 (Standort)       | Schule                  | Ehemalige alte Schule, Mitte 19. Jahrhundert |                        | Schule                  |
| Sankt Paul Sankt Paul 3 (Standort)                     | Wohnhaus                | Ehemaliges Mesnerhaus, zweigeschossiger Massivbau mit steilem Satteldach und Erker, bezeichnet 1567, moderne Rekonstruktion mit Teilen des Vorgängerbaus. | D-1-77-117-88 Wikidata | Wohnhaus                |
| Sankt Paul Sankt Paul 3, vor dem Mesnerhaus (Standort) | Statue                  | Jünglingsfigur als Allegorie auf die Vergänglichkeit, auf neuzeitlicher Säule, um 1800.                                                                   | D-1-77-117-91 Wikidata | Statue                  |

## Abgegangene Baudenkmäler
In diesem Abschnitt sind Objekte aufgeführt, die früher einmal in der Denkmalliste eingetragen waren, jetzt aber nicht mehr existieren, z. B. weil sie abgebrochen wurden. Aktennummern in diesem Abschnitt sind ehemalige, jetzt nicht mehr gültige Aktennummern.

| Lage                                  | Objekt                  | Beschreibung | Akten-Nr.              | Bild                    |
| ------------------------------------- | ----------------------- | --- | ---------------------- | ----------------------- |
| Erding Landshuter Straße 4 (Standort) | Wohn- und Geschäftshaus | Breitgelagertes Giebelhaus mit Erker und Fassadenerker, wohl 17. Jahrhundert. Abbruch im Frühjahr 2017 zugunsten eines Rathaus-Neubaues. | D-1-77-117-31 Wikidata | Wohn- und Geschäftshaus |
| Erding Münchener Straße 40 (Standort) | Kleinhaus               | Eingeschossiges Kleinhaus mit Flachsatteldach, Stichbogenfenster und Giebelschrot, gegen Mitte 19. Jahrhundert.                          | D-1-77-117-55 Wikidata | BW                      |
| Erding Zollnerstraße 7 (Standort)     | Wirtshausschild         | Wirtshausschild (schmiedeeiserner Ausleger), erste Hälfte 19. Jahrhundert                                                                | D-1-77-117-65 Wikidata | BW                      |